# James C. Browne
James Clayton "Jim" Browne (Conway, 16 de enero de 1935-Austin, 19 de enero de 2018) fue un científico informático estadounidense.

## Biografía

### Primeros años
Nació en Conway, Arkansas, en 1935. Asistió al Hendrix College, donde estudió química. En 1960, obtuvo un doctorado en química física de la Universidad de Texas en Austin y se unió a la facultad. Entre 1963 y 1967, trabajó en la Universidad de la Reina de Belfast en Irlanda del Norte, donde ayudó a establecer el primer centro computacional de la escuela.
Fue nombrado profesor titular a su regreso a la Universidad de Texas en 1968. Durante un tiempo, Browne fue director del Departamento de Ciencias de la Computación, y ocupó la cátedra de regentes número 2 en ciencias de la computación.

### Carrera
Fundó el Fondo de Becas de Posgrado James C. Browne en la Universidad de Texas, y fue nombrado miembro de la Asociación para Maquinaria Computacional, la Sociedad Estadounidense de Física, la Asociación Estadounidense para el Avance de la Ciencia y la Sociedad Británica de Computación.
Fue nombrado uno de los primeros profesores del Departamento de Ciencias de la Computación de la UT en 1968, y sirvió como presidente de ciencias de la computación por varios años, mientras conservaba su nombramiento como profesor de física; fue miembro de la facultad de la UT por más de 45 años. Tuvo una prolífica carrera académica, publicando cerca de 500 artículos de investigación y supervisando a 69 estudiantes de doctorado y 65 estudiantes de maestría, así como a numerosos estudiantes universitarios de honor.

### Vida personal
Estuvo casado con Gayle, con quien tuvo tres hijos (Clayton, Duncan y Valerie), desde 1959 hasta su deceso el 19 de enero de 2018, a los 83 años.